# Doris Neuner
Doris Neuner, née le 10 mai 1971, est une ancienne lugeuse autrichienne. Elle a pratiqué ce sport au plus haut niveau durant les années 1990. Au cours de sa carrière, elle a notamment remporté un titre olympique, succédant à Steffi Martin, en 1992 à Albertville devant sa sœur Angelika Neuner. C'est la première Autrichienne à être médaillée aux Olympiades en luge féminine depuis 1964 et première Autrichienne à remporter le titre olympique. Elle remporte également quatre médailles aux Championnats du monde, deux en argent en 1991 (équipe mixte) et 1993 (équipe mixte) et deux de bronze en 1993 (individuelle) et 1995 (équipe mixte).

## Palmarès
| Compétitions / Année    | Compétitions / Année    | 1991 | 1992 | 1993 | 1994 | 1995 |
| ----------------------- | ----------------------- | ---- | ---- | ---- | ---- | ---- |
| Jeux olympiques d'hiver | Jeux olympiques d'hiver |      | 1er  |      |      |      |
| Championnats du monde   | Individuelle            |      |      | 2e   |      |      |
| Championnats du monde   | Mixte                   | 2e   |      | 3e   |      | 3e   |
| Coupe du monde          | Coupe du monde          |      | 3e   | 2e   |      |      |
| Championnats d'Europe   | Championnats d'Europe   |      |      |      | 3e   |      |

### Coupe du monde
- 10 podiums individuels : 
  - en simple : 4 victoires, 3 deuxièmes places et 3 troisièmes places.